# Агафонова, Зинаида Фёдоровна
Зинаида Фёдоровна Агафонова (24 февраля 1930 года — 26 сентября 1991 года) — ткачиха комбината «Балтийская мануфактура» Министерства лёгкой промышленности Эстонской ССР, Таллин. Герой Социалистического Труда (1971). Лауреат Государственной премии СССР за выдающиеся достижения в труде (1977).
В 1970 году досрочно выполнила личные социалистические обязательства и производственные задания Восьмой пятилетки. Указом Президиума Верховного Совета СССР от 5 апреля 1971 года «за выдающиеся успехи в досрочном выполнении заданий пятилетнего плана и большой творческий вклад в развитие производства тканей, трикотажа, обуви, швейных изделий и другой продукции легкой промышленности» удостоена звания Героя Социалистического Труда с вручением ордена Ленина и золотой медали «Серп и Молот».
В 1977 году удостоена Государственной премии СССР «за инициативу в развитии соревнования за увеличение производства и улучшение качества товаров народного потребления на основе расширения зон обслуживания, обеспечения режима экономии».